# Triomphe romain

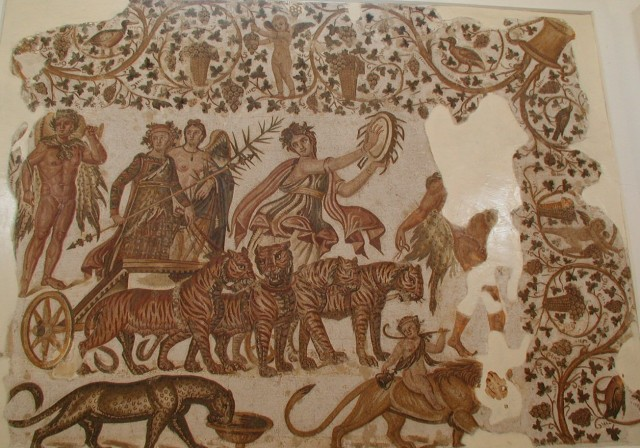
Triomphe de Bacchus.

Le triomphe (triumphus en latin) est une cérémonie romaine au cours de laquelle un général vainqueur défile dans Rome à la tête de ses troupes. À défaut de ce triomphe majeur, un général vainqueur pouvait recevoir une ovatio (ovation). Cette cérémonie comprend depuis l'époque républicaine un adventus (entrée du général dans Rome), suivie d'une procession menant le vainqueur sur son char au Capitole, où il offre un sacrifice à une des trois divinités de la Triade capitoline, Jupiter Capitolin. À partir d'Auguste, le triomphe est réservé à l'empereur et à la famille impériale. « Après que Constantin Ier a refusé de sacrifier au Capitole, en 312, le triomphe est transposé en adventus, qui a entre-temps acquis un aspect plus militaire ».

## Origine
Selon Georges Dumézil, le triomphe venait d’Étrurie comme le vocable lointainement grec qui le désigne.[pas clair] Devenu largement profane dans sa pompe, il gardait la trace, plus ou moins incomprise, de deux notions religieuses étrangères au monde romain : d’une part, le triomphateur, badigeonné de rouge comme la statue, qui montait vers le Capitole en tête de ses troupes, était pour quelques heures le dieu dont il allait visiter la demeure, Jupiter. De l’autre, la totale liberté avec laquelle les soldats lui lançaient railleries et insolences n’avait pas seulement une vertu « morale » pour l’inciter à l’humilité, mais un aspect proprement magique de protection contre les risques invisibles que comportait une telle chance, une telle apothéose. Le philologue Otto Höfler avait replacé cette liberté dans un ensemble de faits indo-européens, des poèmes satyriques sur les dieux guerriers Indra et Thor notamment.

## Récompense au vainqueur

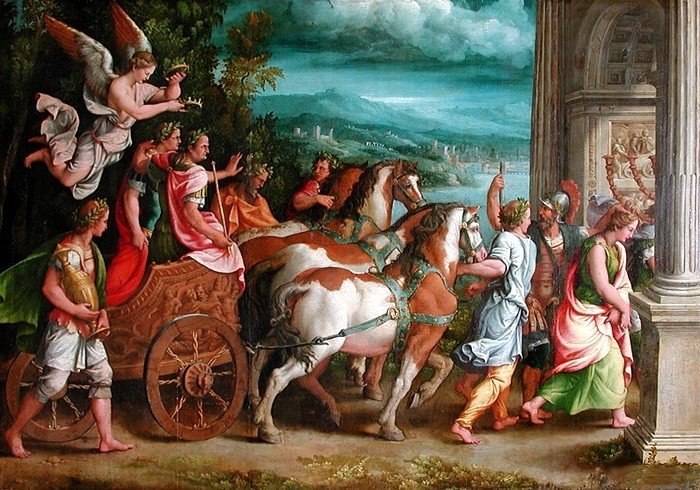
Le Triomphe de Titus et Vespasien œuvre de Giulio Romano au musée du Louvre.

Ce défilé était attribué par le Sénat romain, et constituait une récompense pour le général victorieux. Il pouvait avoir lieu longtemps après sa campagne (comme celui de Jules César pour sa conquête des Gaules, achevée en 51 av. J.-C., et célébrée en 46 av. J.-C.). Un des critères importants était le butin rapporté, mais il ne pouvait y avoir de triomphe si l'ager romanus, le territoire de la République, n'avait pas été augmenté. Le général vainqueur devait également avoir détenu l’imperium (comme consul, dictateur, ou préteur). Enfin, le général en chef (dux) devait ramener son armée à Rome, ce qui signifiait que la guerre était finie, l’ennemi vaincu et Rome en sécurité.
En principe, on ne pouvait pas triompher pour une victoire remportée contre d'autres Romains. Les triomphes de César en - 46, d'Octave après la victoire d'Actium sur Marc Antoine et Cléopâtre VII, de Vespasien et Titus en 71, de Constantin Ier après la défaite de Maxence à la bataille du pont Milvius ne sont toutefois pas dénués d'un double-sens. Si seule leur victoire contre les ennemis extérieurs y était officiellement célébrée, ces triomphes marquaient aussi la fin de guerres civiles qu'ils avaient remportées.
On ne pouvait non plus triompher que d'autres hommes libres. Crassus, vainqueur de la révolte servile de Spartacus, fut ainsi amèrement frustré des honneurs du triomphe, et dut se contenter de l'ovation.
Il existait plusieurs sortes de triomphes, le plus important étant le triomphe curule. Tout général ayant obtenu le triomphe avait le droit de porter une toge particulière, la toga picta.
À partir du principat d'Auguste, le triomphe devient réservé à l'empereur seul, et à sa famille. Les généraux victorieux doivent alors se contenter de l'ovatio ou des ornements triomphaux.
Il n'était pas nécessaire à un empereur d'avoir combattu en personne pour obtenir le triomphe. En treize ans de règne, sans avoir jamais commandé personnellement une armée, l'empereur Claude (41-54) obtint le triomphe à plusieurs reprises, pour les victoires remportées par ses généraux.

## Le défilé: cérémonie de retour à la vie civile

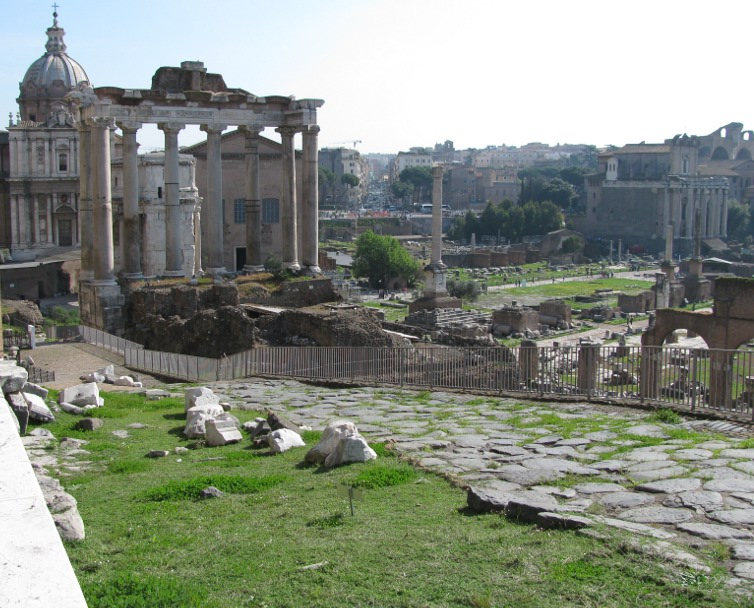
Le clivus capitolinus, montée vers le Capitole

Le parcours du cortège est immuable, considéré comme un retour à la vie civile des soldats citoyens. Toutefois des déviations provisoires ont existé en fonction des détours imposés par les nombreux réaménagements et reconstructions de la ville au fil des siècles ou parfois par le choix du sénat ou de l'empereur. Le schéma suivant pour l'itinéraire emprunté par la plupart des triomphes est basé sur les reconstructions modernes standards. Le point de départ (le Champ de Mars) se trouvait à l'extérieur de la limite sacrée de la ville (pomerium). Les légionnaires y déposaient les armes, se détournant ainsi symboliquement du dieu de la guerre.
Le cortège entrait dans la ville à travers la Porta Triumphalis (it). L'emplacement et la nature des Porta Triumphalis sont parmi les aspects les plus incertains et les plus contestés de la voie triomphale. Certaines sources suggèrent l'existence d'une porte exclusivement dédiée à des processions officielles, d'autres une arche élevée pour la circonstance; ou la Porta Carmentalis faisant fonction de Porta Triumphalis ; ou toute autre porte utilisable au moment du triomphe située dans les environs. Le cortège traversait alors le pomerium, où le général remettait son commandement au sénat et aux magistrats. Le général vainqueur abandonne son pouvoir de commandement militaire (imperium), symbole de son retour à sa condition de simple citoyen.
Il continuait et traversait le site du cirque Flaminius, longeant la base sud de la colline du Capitole et le Vélabre, peut-être en y laissant les prisonniers destinés à l'exécution au Tullianum (prison Mamertine). Il se dirigeait alors vers le Circus Maximus, puis empruntait  la Via Triumphalis pour rejoindre la Via Sacra et atteignait ainsi le Forum. Enfin, il montait la colline du Capitole par le clivus capitolinus et se terminait devant le temple de Jupiter Capitolin, où le général vainqueur se purifiait des souillures du sang. Il y sacrifiait lui-même des bœufs à Jupiter Capitolin, Optimus et Maximus (le plus grand et le meilleur). Une fois que les sacrifices et les consécrations étaient achevés, la procession et les spectateurs se dispersaient dans les banquets, les jeux et autres divertissements offerts par le général triomphant.
Le cortège du triomphe commence par le défilé de chars de butin (œuvres d'art, monnaies et armes). Puis viennent les membres du Sénat, suivis des chefs vaincus et leurs familles. Le défilé se poursuit avec le char triomphal, tiré par quatre chevaux, sur lequel le général vainqueur (imperator), le visage peint au minium comme celui de la statue de Jupiter Capitolin, couronné de laurier (symbole de victoire), passe au milieu des acclamations du public. Les légionnaires, sans armes (le défilé avait lieu à l'intérieur du pomœrium), couronnés de lauriers et de chêne, suivaient.
Au cours de cette cérémonie, tout est mis en œuvre pour rappeler à la fois au vainqueur qu'il revient à l'anonymat du citoyen ordinaire, et à la Ville qu'elle a conforté sa puissance. D'un côté, dans le chant triomphal des soldats, le général était moqué et tourné en ridicule pour éviter l'hybris et la jalousie des dieux. L'esclave tenant au-dessus de la tête du triomphateur la couronne de laurier lui répétait des formules l'appelant à la modestie comme cave ne cadas, « prends garde de ne pas tomber ! » ou Memento mori (souviens-toi que tu es mortel). De l'autre, le défilé des pancartes récapitulant les conquêtes, représentait la maîtrise de Rome sur le monde. Les citoyens désirant assister à un triomphe devaient porter obligatoirement la toge, afin de conférer plus de solennité à cette cérémonie.

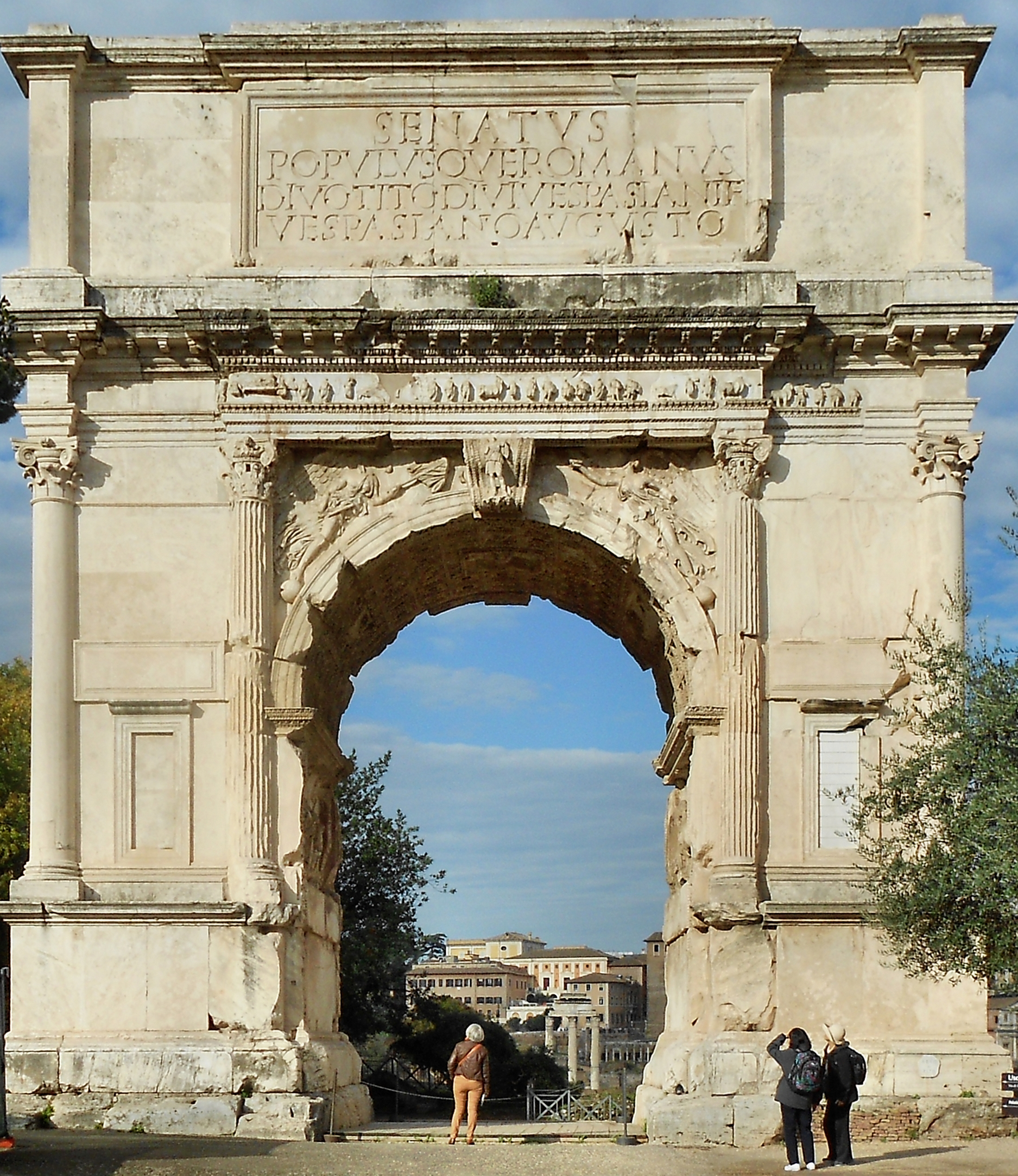
Façade de l'arc de Titus.

Pour parachever le triomphe, un monument est parfois érigé : c’est l’origine de l’arc de Titus et de l’arc de Constantin, près du Colisée, ou du Trophée de Trajan.  

## Triomphes célèbres
La liste des triomphes est publiée sur des tables de pierre sous Auguste en 12 av. J.-C. dans les Fasti triumphales.
Un triomphe célèbre est celui 194 av. J.-C., au retour de la deuxième guerre macédonienne, qui voit défiler pendant trois jours le trésor des Macédoniens, qui est ce qui subsiste du trésor pris aux Perses par Alexandre le Grand un siècle et demi plus tôt.
En 105 av. J.-C., a lieu le triomphe de Marius pour la capture de Jugurtha, roi de Numidie, qui meurt au Tullianum, quelques jours après.
En 61 av. J.-C., la lenteur délibérée du Sénat à faire se tenir son triomphe froisse Pompée le Grand, et contribue au rapprochement de ce dernier avec Crassus et César (conclusion du premier triumvirat, - 60).
Le dernier triomphe à avoir été célébré est celui de Bélisaire : il eut lieu à Constantinople en 534 — « probablement à l'extrême fin de l'été ou à l'automne » — pour sa victoire sur les Vandales. Il fut « renouvelé » le 1er janvier 535,.

### Quadruple triomphe de César
Un des événements les plus marquants pour la mémoire collective des Anciens est le quadruple triomphe de César organisé à Rome pendant l'été -46 à la suite de ses victoires sur les Gaules, l'Égypte, le Pont et la Maurétanie (Gallicus, Alexandrinus, Ponticus, Africanus) qui s'étalent chacune séparément sur une période de quatre jours espacés de quelques jours entre eux et déroulent des processions exceptionnellement longues et fastueuses, « sembl[an]t avoir inclus le monde entier » :  les cortèges présentent d'innombrables butins et des centaines de captifs défilant devant le char de César, dont des prisonniers comme le chef de la rébellion gauloise de -52 Vercingétorix, étranglé selon la coutume au Tullianum peu avant la fin de la cérémonie, mais aussi le roi de Numidie Juba II encore enfant ou la jeune sœur de Cléopâtre, Arsinoé.
La période des processions est suivie durant le mois de septembre d'une période d'extraordinaires munificences, multipliant dans une ville spectaculairement ornée les célébrations, jeux du cirque, représentations théâtrales, concerts, ballets, pyrrhiques et autres réjouissances comme la première naumachie connue sur un lac artificiel créé pour l'occasion, la première tauromachie présentée à Rome ou d'immenses banquets publics tel un epulum de plusieurs jours rassemblant un nombre impressionnant de convives, les chiffres oscillant entre 66 000 et près de 200 000 bénéficiaires. En tant que Pontifex maximus, César multiplie en outre les inaugurations, consacrant le temple de Venus Genitrix ou instaurant les cultes de Victoria Caesaris, Fortuna Caesaris et du Mars vengeur. Les sources attestent que la ville est pour l'occasion envahie de visiteurs logeant dans les rues, provocant des mouvements de foules qui occasionnent plusieurs victimes.
César bénéficie encore d'un triomphe en octobre 45, à la suite de sa campagne victorieuse en Espagne contre Gnæus et Sextus Pompée, les fils de Pompée le Grand, vaincus à Munda.